# Patrick Morgan

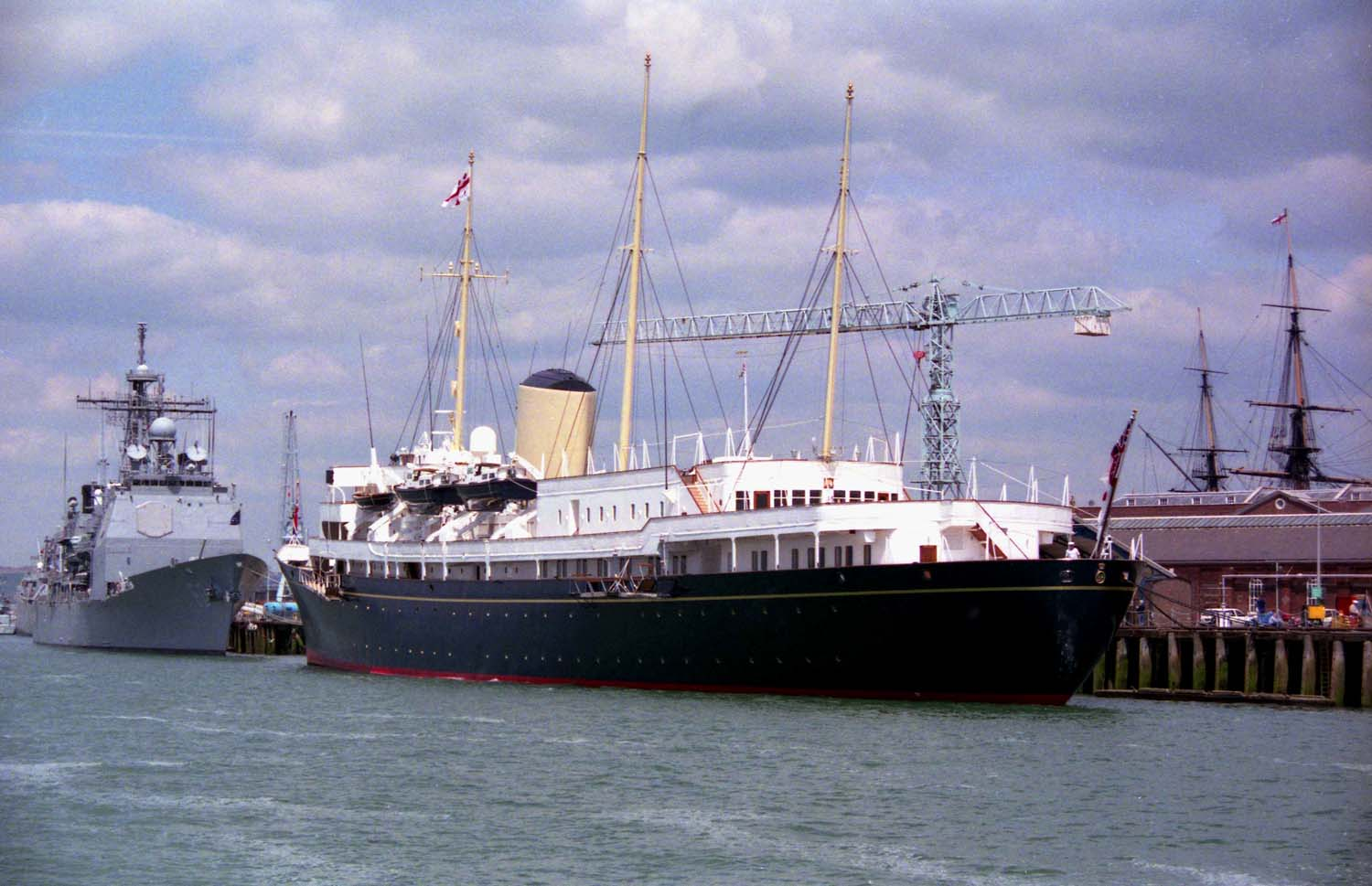
Die königliche Yacht Britannia, deren Kommandant Morgan von 1965 bis 1970 war

Sir Patrick John Morgan KCVO CB DSC (* 26. Januar 1917; † 20. Mai 1989) war ein britischer Admiral.
Patrick Morgan war ein Sohn des späteren Vizeadmirals Sir Charles Morgan. Er besuchte das Royal Naval College in Dartmouth und wurde Offizier der Royal Navy. Während des Zweiten Weltkriegs wurde er mentioned in Despatches und 1942 mit dem Distinguished Service Cross ausgezeichnet. Von 1957 bis 1959 war er britischer Marineattaché in der Türkei. 1960 besuchte er das Imperial Defence College. Anschließend diente er von 1961 bis 1962 im Stab des Marinekommandos bei Northwood, ehe er von 1963 bis 1964 Kommandant des Flugzeugträgers HMS Bulwark war. Ab 1965 war er als Konteradmiral Kommandant der königlichen Yacht HMY Britannia. 1967 wurde er als Companion des Order of the Bath ausgezeichnet. 1970 wurde er als Knight Commander des Royal Victorian Order in den persönlichen Adelsstand erhoben, ehe er in den Ruhestand trat.
1944 hatte Morgan Mary Hermione Fraser-Tytler geheiratet, eine Tochter von Neil Fraser-Tytler und dessen Frau C. H. Fraser-Tytler. Mit ihr hatte er drei Söhne.